# T-Rettung
Als T-Rettung oder T-Rescue wird beim Kanufahren eine Technik bezeichnet, mit der ein gekentertes Boot durch ein Helferboot wieder aufgerichtet wird. Namengebend ist dabei der Großbuchstabe T, der aus der Vogelperspektive betrachtet durch die beiden Boote gebildet wird. Die T-Rettung wird in mehreren verschiedenen Varianten sowohl bei Kajaks wie auch bei Kanadiern angewendet.

## Eskimorettung

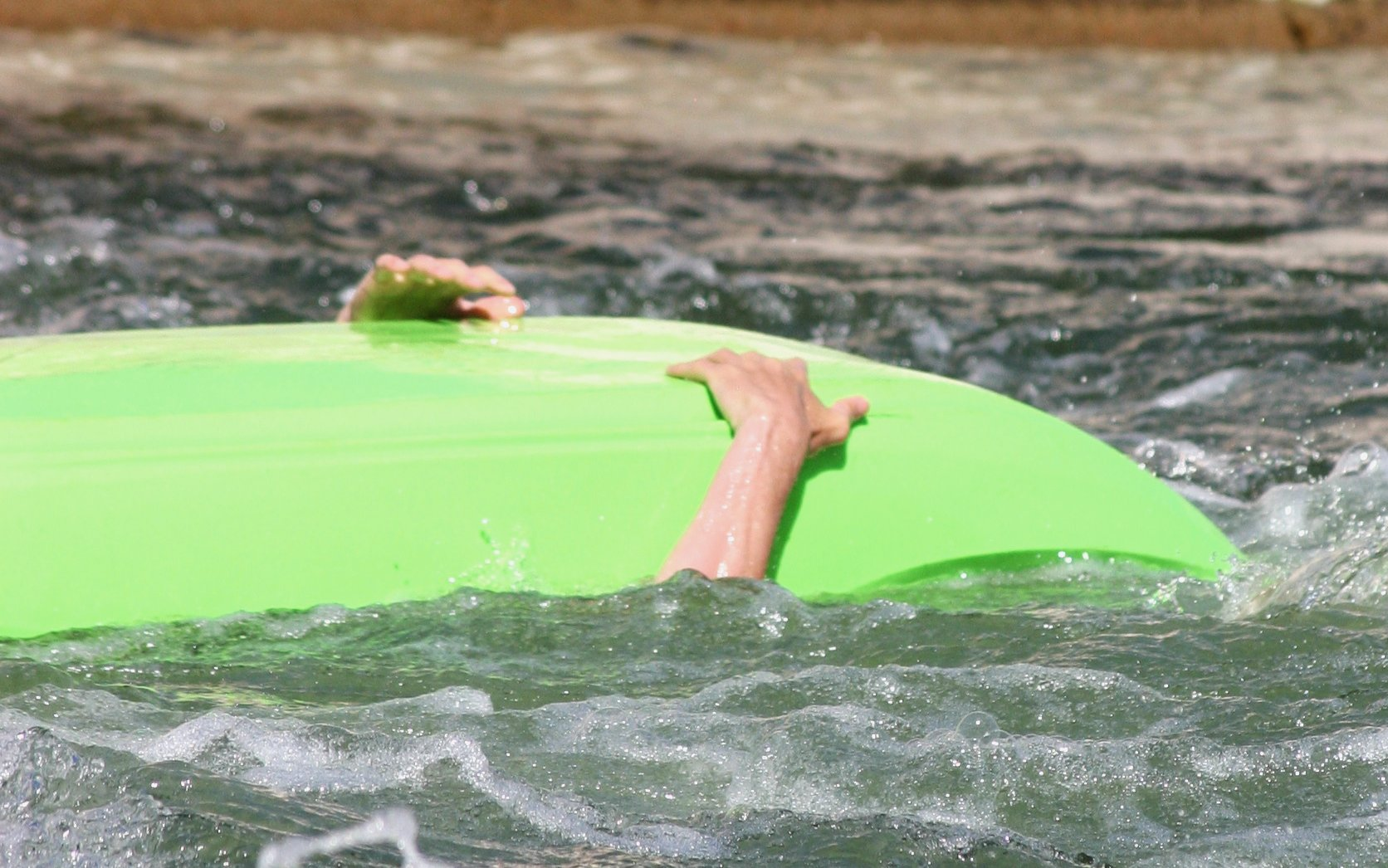
Klopfen auf das Boot und Fühlen, wann ein Retter kommt

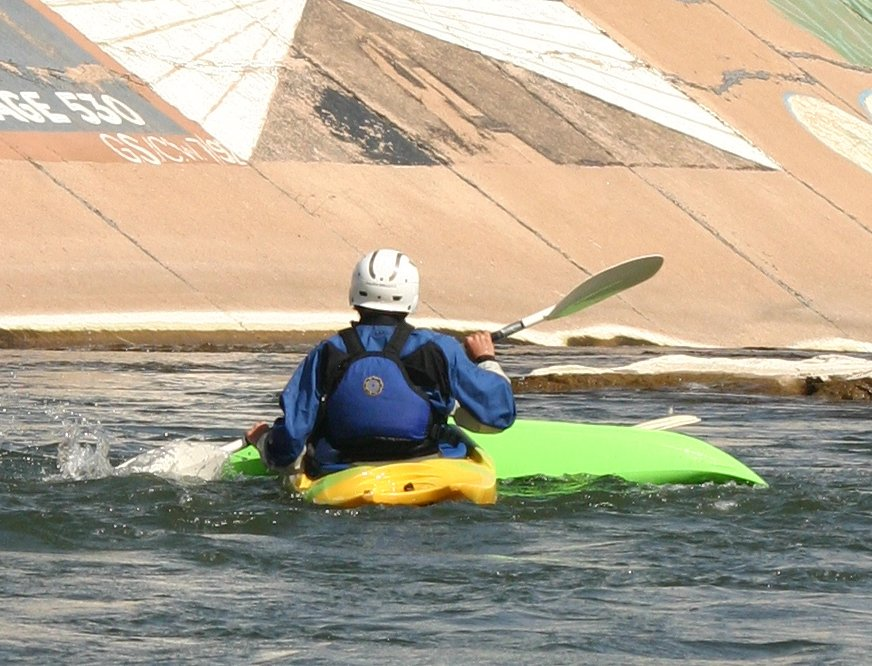
Der rettende Kanute (gelbes Boot) fährt im rechten Winkel auf den Gekenterten zu

Die Eskimorettung oder Eskimo-T-Rettung ist eine Alternative zur Eskimorolle. Das gekenterte Boot wird wieder aufgerichtet, während der Kanute darin sitzen bleibt. Man vermeidet damit den Wiedereinstieg ins Kanu auf dem Wasser oder an Land und ist schneller wieder einsatzbereit. Die Eskimorettung wird auch als eine Übung zum Erlernen der Eskimorolle benutzt, da für den gekenterten Kanuten viele Bewegungen ähnlich sind.

### Ausführung
Der gekenterte Kanute signalisiert durch Klopfen auf die – über der Wasseroberfläche liegenden – Seiten und den Boden des Kanus, dass er eine Eskimorettung benötigt. Dann tastet er mit beiden Händen nach dem Helferboot, das mit seinem Bug oder Heck im rechten Winkel auf die Mitte des gekenterten Kanu zufährt. Der Gekenterte ergreift die Bootsspitze des Helferboots und richtet sich und sein eigenes Kanu daran auf. Das Aufrichten wird erleichtert, indem der Gekenterte ähnlich wie bei einer Eskimorolle das Kanu durch einen Hüftknick in eine aufrechte und stabile Schwimmposition drückt, und erst zuletzt den Oberkörper aufrichtet.

### Alternativen zur T-Rettung
Kommt der rettende Kanute von der Seite oder wurde sein Bug beim ersten Annähern vom gekenterten Kanuten nicht gegriffen, kann der Retter auch parallel zum gekenterten Boot fahren und, statt des Bugs, ein über beide Boote gelegtes Paddel verwenden.
Für die Eskimorettung braucht der gekenterte Kanute die entsprechende Beweglichkeit, Übung und körperliche Kraft. Sind die nicht gegeben, kann der rettende Kanute selbst das Boot des Gekenterten umdrehen. Das erfordert mehr Fähigkeiten seitens des Retters, ist aber im Extremfall sogar mit bewusstlosen Gekenterten möglich.
Misslingt die Eskimorettung, kann der gekenterte Kanute das Boot verlassen und es anschließend vom Wasser aus mit der T-Lenzung, oder an Land wieder aufrichten.

## Bug-Rollen-Rettung
Bei der Bug-Rollen-Rettung fährt das Helferboot quer vor die Spitze des gekenterten Bootes. Der Paddler im Helferboot greift dann das gekenterte Boot am Bug und dreht es um die Längsachse. Der Kraftaufwand ist dabei höher als bei der Eskimorettung, und die Unterstützung durch den Gekenterten mittels Hüftknick ist wichtiger. Vorteilhaft ist, dass der Helfer freiere Sicht hat und gezielter zugreifen kann, als es dem gekenterten Paddler bei der Eskimorettung möglich ist.

## T-Lenzung
Die T-Lenzung, häufig auch als T-Rettung oder T-Rescue bezeichnet, ist eine Bergetechnik für gekenterte Kanus ohne Paddler. Dabei fährt das Helferboot gleich wie bei der Bug-Rollen-Rettung quer vor die Spitze des gekenterten Bootes. Dann wird das gekenterte Boot auf die Seite gedreht, um Luft in das Bootsinnere einströmen bzw. das Wasser aus dem Boot herausfließen zu lassen. Danach wird das gekenterte Kanu kieloben quer über das Helferboot gezogen, bis es ganz aus dem Wasser heraus ist. Zuletzt wird es um die Längsachse gedreht und wieder ins Wasser zurückgeschoben. Der gekenterte Kanute kann danach wieder einsteigen.